# Suchý Kámen
Suchý Kámen je osada, část obce Chudenín v okrese Klatovy v Plzeňském kraji. Nachází se asi 3,5 kilometru jižně od Chudenína. Suchý Kámen je také název katastrálního území o rozloze 4,72 km².

## Historie
První písemná zmínka o vesnici pochází z roku 1419.

## Obyvatelstvo
| Rok            | 1869 | 1880 | 1890 | 1900 | 1910 | 1921 | 1930 | 1950 | 1961 | 1970 | 1980 | 1991 | 2001 | 2011 | 2021 |
| -------------- | ---- | ---- | ---- | ---- | ---- | ---- | ---- | ---- | ---- | ---- | ---- | ---- | ---- | ---- | ---- |
| Počet obyvatel | 48   | 58   | 54   | 50   | 40   | 59   | 49   | 2    | 5    | 3    | 1    | 0    | 0    | 0    | 3    |
| Počet domů     | 7    | 7    | 8    | 7    | 7    | 7    | 7    | 4    | 4    | 1    | 1    | 3    | 2    | 2    | 2    |

## Obecní správa
Při sčítání lidu v letech 1850–1975 Suchý Kámen byl osadou obce Skelná Huť v okrese Klatovy. Od 1. července 1975 je částí obce Chudenín v okrese Klatovy.